# 羅德西亞航空825號班機空難
羅德西亞航空825號班機是一班在1978年9月3日的羅德西亞叢林戰爭中；被津巴布韋人民革命軍（津人革）擊落的航班。該被擊落的航班由一架名為「胡尼亞尼號」的維克斯子爵飛行，當時正飛行維多利亞瀑布經卡里巴至首都索爾茲伯里航線的最後一段，為羅德西亞航空的定期航班。
825號班機起飛後不久，一班津人革的游擊隊向飛機發射了一枝蘇制箭-2型地對空紅外線導彈；直接擊中機身的右邊機翼，令機體嚴重受損後被迫緊急降落。飛機嘗試於卡里巴以西的一片棉田進行機腹着陸；但因撞上一道不可見的溝而失敗，機體其後側翻並解體。機上52名乘客和4名機組人員中，38人死於空難中；其後叛軍進入殘骸中，圍捕10個他們見到的生還者並用自動步槍把他們射殺。三名乘客因藏身於周圍的灌木叢中而生還；另外有五人於叛軍到達前離開殘骸尋找水源而避過一劫。
津人革的領導人喬舒亞·恩科莫在同日晚間於英國廣播公司電視台中為擊落「胡尼亞尼號」一事公開承認責任，並指該航班被用作軍事用途，但否認他的手下於地面射殺生還者。當時羅德西亞的民眾，包括白人和黑人均認為此舉動為恐怖主義的行為。  是次事件令羅德西亞的白人社會對察覺到的敵人有激烈的反彈，即使只有少數羅德西亞黑人支持此類攻擊，大多數的白人都因此而對黑人抱有強烈的憤懣和疑心。 一些國際期刊如「時代雜誌」均對事件作出負面的報告，但因羅德西亞政府的憤慨，海外政府對事件幾乎不為所知。
恩科莫和總理伊恩·史密斯的會談，雖然已經很有希望取得進展，卻被憤怒的羅德西亞人因此空難而即時中止，其後史密斯把恩科莫形容為「怪物」。 9月10日，史密斯宣布把戒嚴擴展至特定區域。羅得西亞保安部隊於其後數個月對贊比亞和莫桑比克進行數次報復性攻擊，同時攻擊津人革和其反抗者津巴布韋非洲民族解放軍。其對尤其津人革的攻擊有極大的爭議，在報復行動中大部份被殺的都是在游擊隊陣地中扎營的難民。 五個月後，即1979年2月，津人革再次將同是民航機的羅德西亞航空827號班機擊落，造成幾乎一樣的空難。

## 背景

羅德西亞（或南羅德西亞）在非洲的位置，於上圖中以紅色顯示。

1965年11月11日，羅德西亞總理伊恩·史密斯以爭取自治殖民地羅德西亞（或南羅德西亞）得到完主的主權為由，向英國單方面宣布獨立。當時英國和其他非殖民化地區之間均有「多數統治前不獨立」的共識，而羅德西亞的政府是由該國的白人少眾主導，故此該單方面的決定並不被國際承認。英國和聯合國為此對羅德西亞實行經濟制裁。
兩個敵對且支持共產主義的黑人民族主義組織發起軍事行動；以推翻政府和實現多數統治。由大部分修納族組成並與中國結盟的津巴布韦非洲民族联盟（非民盟）成立了津巴布韋非洲民族解放軍，並接納了毛澤東思想的信條；而由大部分恩德貝萊族組成的津巴布韋非洲人民聯盟（非人盟）則接納了蘇聯的馬克思列寧主義和華沙公約，並動員了津巴布韋人民革命軍（津人革）。 這些游擊隊著手發動他們所指的「第二次志姆令卡」 並反抗羅德西亞政府和其羅得西亞保安部隊。最後，反抗行動於1972年12月初因津巴布韦非洲民族解放军突襲羅德西亞東北偏北方的阿爾特納和笛田農場而演變成羅德西亞叢林戰爭。
1973年和1974年，保安部隊成功地平定叛亂後， 國際事態的發展導致衝突的優勢轉移至叛亂分子的一方。1974年4月，由左派分子發動的康乃馨革命導致葡萄牙收回史密斯政府重要的經纃支援，並導致下年莫桑比克以共產政府的形式獨立並與非民盟結盟。同一時間，羅德西亞的另一個主要支持者南非，則實行了一個緩和政策的倡議並被迫停火，令游擊隊有足夠時間進行重組。 經過於1975年8月夭折的維多利亞瀑布會議後，史密斯和非人盟的領導人喬舒亞·恩科莫在1975年12月和1976年3月舉行的會談均以失敗告終。 1976年10月，非民盟和非人盟宣佈他們在準備12月舉行但最終失敗的日內瓦會議時，將會在今後的會議中共同以「愛國陣線」的身份出席。
1978年3月，史密斯和非激進民族主義團體的領導人埃布爾·穆佐雷瓦主教、纳达巴尼基·西索尔牧師和耶利米·奇勞簽定了一條後來被稱為「內部解決」的條約，並組成一個由黑人和白人共同組成的臨時政府。1979年6月，該國重組為津巴布韋羅德西亞，為了成就一個多元種族的大選，非民盟和非人盟被獲邀參與大選，但他們拒絕邀請；恩科莫更諷刺史密斯的黑人同僚是「黑人版的史密斯」。 非民盟則繼續戰事；並宣布1978年是「人民之年」。 穆佐雷瓦所屬的統一非洲國家委員會派出官員；前往各省向農村的黑人解釋內部解決條約，他們均被信奉馬克思列寧主義的游擊隊殺死。 叛軍也開始視基督教傳教士為目標，高峰時期曾導致9名英國傳教士和4名小童在6月23日於鄰近莫桑比克邊境的以琳麥信被殺。
該臨時政府於國外受盡劣評，部分是因為該內部解決條約中白人依然對執法權、軍事權、司法權和公務員有控制， 並無國家承認羅德西亞的臨時政府。 史密斯繼續努力讓恩科莫進入政府，希望此舉可以挽回一些國內的聲譽，並促使國際承認他的政府，和協助保安部隊擊敗津巴布韦非洲民族解放军。由1978年8月14日開始，他便與恩科莫於非人盟總部的所在地贊比亞盧薩卡舉行秘密會談，並帶同羅荷礦業公司於會談中進行協助。他也有嘗試邀請非民盟的領導人羅伯·穆加貝，但穆加卑並沒有參與會談。 根據南非軍事歷史學家積奇·西利爾斯表示，史密斯和恩科莫的談判在1978年9月時進展良好且「看起來很接近成功」。9月2日，史密斯和恩科莫向公眾透露他們正進行秘密會談。

## 事故概述

### 對羅德西亞航空交通的威脅

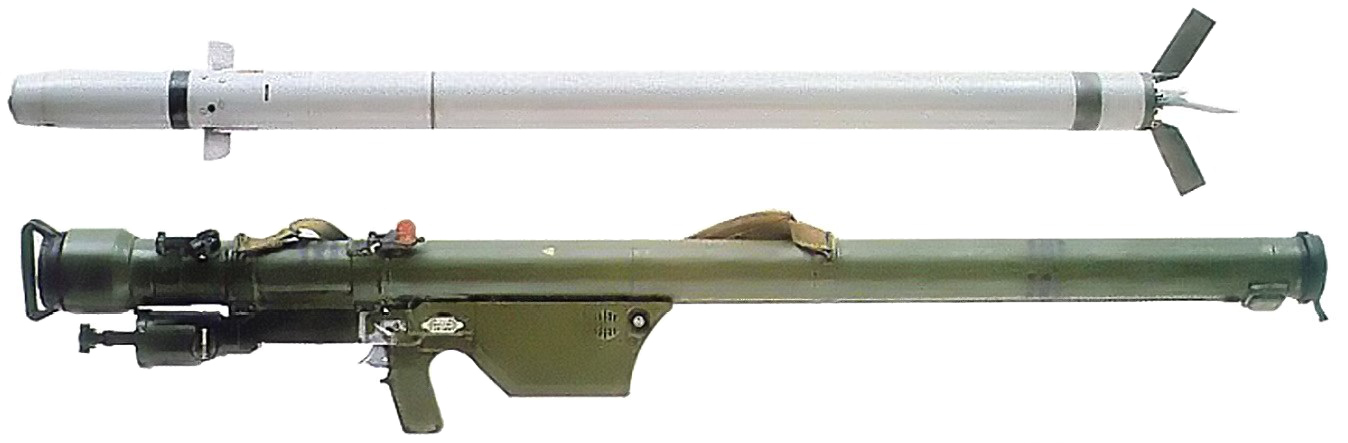
一把箭-2型地對空導彈的發射器和其導彈

直至1977年的戰事後期前，羅德西亞的航空交通一直都沒有受到重大的威脅，在此之前，兩個革命力量均沒有武器對空中目標發動可行的攻擊。而令津人革可以發動對空攻擊的武器是箭-2型肩射地對空導彈，於1970年代中期由蘇聯以作為華沙公約支援裝備的名義提供。 直至1978年9月，便已經有20次用該等武器嘗試把羅德西亞軍機擊落的記錄，但沒有一次成功。一些羅德西亞空軍的達科塔運輸機曾經被擊中，但全數生還並成功降落。沒有民航機於叢林戰爭中被成為目標。

### 航班
羅德西亞航空是該國的國家航空公司，由政府於1967年9月1日成立；以取代同年底解散的中非航空。羅德西亞航空以索爾茲伯里機場為樞紐機場，而1970年代晩期的航班網絡則由國內的客運和貨運航班；和前往南非城市約翰內斯堡和德班的國際航線組成。

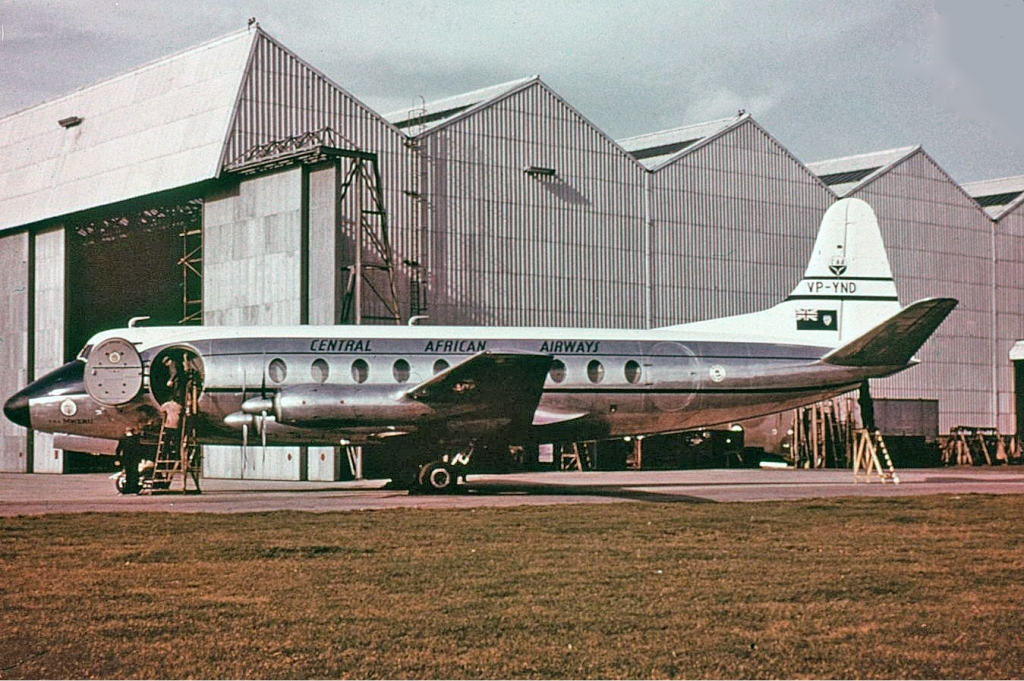
一架中非航空的維克斯子爵，該航空公司為羅德西亞航空的前身，攝於1957年。

當日飛行825號班機的機型為一架維克斯子爵 782D，是一架英製的螺旋槳飛機；於各機翼上都有一台引擎。該機的名稱「胡尼亞尼」是由一條同名的河流命名的，該河流經卡里巴水庫和羅德西亞的首都索爾茲伯里。
當時「胡尼亞尼號」正飛行該航線的第二和最後一段；由維多利亞瀑布飛往索爾茲伯里，中途於度假城市卡里巴停站。 儘管津人革的游擊隊偶爾會於北邊位於贊比亞的贊比西河向卡里巴發射火箭和迫擊砲，該度假區仍然成為羅德西亞首選的旅遊勝地。 該航班於1978年9月3日；一個星期日的下午出發，由卡里巴飛往索爾茲伯里，機上載有4名機組人員和52名乘客，大部分人都是索爾茲伯里的度假人士，在湖邊度過一個週末後準備歸家。 班機如期在中非時間五時正左右於卡里巴機場起飛。
825號班機的機長為36歲的約翰·胡德，是一名布拉瓦約的本地人並於1966年取得商業飛行員執照。他於1968年開始在羅德西亞航空執飛維克斯子爵，同時他都會在羅德西亞空軍進行義務工作。他的副機長為31歲的加思·博蒙特，他年幼時由南非移民，一生大部分時間都在羅德西亞度過。而機上的兩名空姐為21歲的多西·艾西德哈慎；來自布拉瓦約，和23歲的路易絲·皮爾遜；來自索爾茲伯里。

### 被擊落
一班津人革的游擊隊帶備箭-2型的發射器，藏身於825號班機飛行路線下的灌木叢，並於「胡尼亞尼號」起飛後約五分鐘向飛機發炮，當時飛機仍然處於爬升階段。 該追熱導彈擊中機身的右邊機翼並發生爆炸，導致位於外側的引擎也發生爆炸。一個油箱和液壓管道於擊中其間被炸裂，引起乘客和機組人員均無法撲滅的大火。右邊的二號引擎幾乎在同一時間內失靈，令胡德只剩下左邊的兩個引擎。「胡尼亞尼號」其後瘋狂起伏並急劇下降。
在五時十分，機長胡德向航空交通管制發出求救信號，和表示他失去右邊兩個引擎的動力並即將墜毀，他用無線電向管制員表示「我們將要墜毀」。 他向乘客表示做出防撞姿勢以準備緊急降落，同時他把飛機對準卡萊伊以西，位於華邁阿山附近一片棉田的灌木叢，准備把飛機機腹着陸。着陸初時機體相對穩定，直至「胡尼亞尼號」撞上了一道先前不可見的溝渠，機體其後側翻並發生爆炸。機體剩下的油箱在途中破裂並起火，點燃了機艙的殘骸。

### 地面上的屠殺
機上的56人中，有38人死於空難之中，包括機長胡德和副機長博蒙特。有18人生還，並帶着傷勢爬出殘骸外。在平復其他人後，其中一名乘客，塞西爾·邁凱輪博士，帶着四名乘客，包括一對年輕的新婚夫婦羅伯特和香農·哈格里夫斯、沙龍·科爾斯太太和她四歳的女兒特蕾西，前往鄰近的村落尋找水源。 而其他的13名乘客則留在殘骸附近。同一時間，九名游擊隊成員正前往空難現場，並在約五時四十五分到達飛機殘骸處。 在殘骸附近的13名生還者之中有3名乘客看到有人接近時決定藏起來，39歳的羅德西亞後備陸軍軍人安東尼·希爾藏身在周圍的灌木叢中，商人漢斯·漢森和其妻子戴安娜跟隨他並藏起來。 而其餘的10人則留在殘骸的當眼處，當中包括四名女子和兩名女童，年齡由4至11歳不等。
該班帶備AK-47的游擊隊，向在殘骸中的10名乘客表達友善，並表示他們會為她們尋求幫助和帶來食水。 他們使用英語向生還者和自己的隊員溝通，並向乘客要求前往一處離殘骸外幾米的地點集合，而當生還者表示其中一些人的傷勢過重而不能行動時，叛軍則叫一些體格健壯的男子抬走她們。該班乘客被集合到一處面積10平方米的地方。其後該游擊隊的幹部企在集合處15米外並向她們舉起他們的武器。其中一名成員表示：「你們拿走了我們的土地」。 其中一名乘客表示：「請不要殺我們!」後，所有乘客便被游擊隊用自動步槍連續射殺。
邁凱輪和他的同伴於鄰近的村落拿到食水後，於返回空難地點的途中聽到槍聲，但他們認為這是行李中的個人彈藥因受熱而爆炸的聲音，故他們繼續前進同時呼叫其他的乘客，並認為他們仍然生還。此舉警惕到在埸的叛軍並令他們發現到有其他的生還者，其中一名游擊隊員叫邁凱輪一行人「過來這邊」。 其後叛軍於他們的位置開火，促使邁凱輪和其他人逃跑。 希爾和漢森夫婦同樣也開始逃跑，他們在荒忙間向叛軍暴露了自己的位置，但成功藏身在一道山嶺的後面。在希爾和其他人在該處藏身了兩小時後，他們見到叛軍於約七時四十五分回到空難地點。游擊隊劫掠了機艙的殘骸和一些被扔出機外的行李箱，用乘客們的財物補充完他們的物資後便再次離去。
生還者們於數日後被羅得西亞軍和警察發現，希爾和漢森夫婦被送到卡里巴醫院，而邁凱輪與其同伴則被空運到索爾茲伯里的安德魯·弗萊明醫院。